# Mikado (biscuit)
Pour les articles homonymes, voir Mikado.
 (mars 2012).
Si vous disposez d'ouvrages ou d'articles de référence ou si vous connaissez des sites web de qualité traitant du thème abordé ici, merci de compléter l'article en donnant les références utiles à sa vérifiabilité et en les liant à la section « Notes et références ».
Mikado ou originellement Pocky (ポッキー, pokkī) est un biscuit fabriqué par Ezaki Glico, entreprise japonaise. La première version de Pocky fut vendue en 1965, sous le nom Chocoteck, et consistait en un biscuit fin et en forme de barre recouvert d'un glaçage au chocolat.

## Histoire

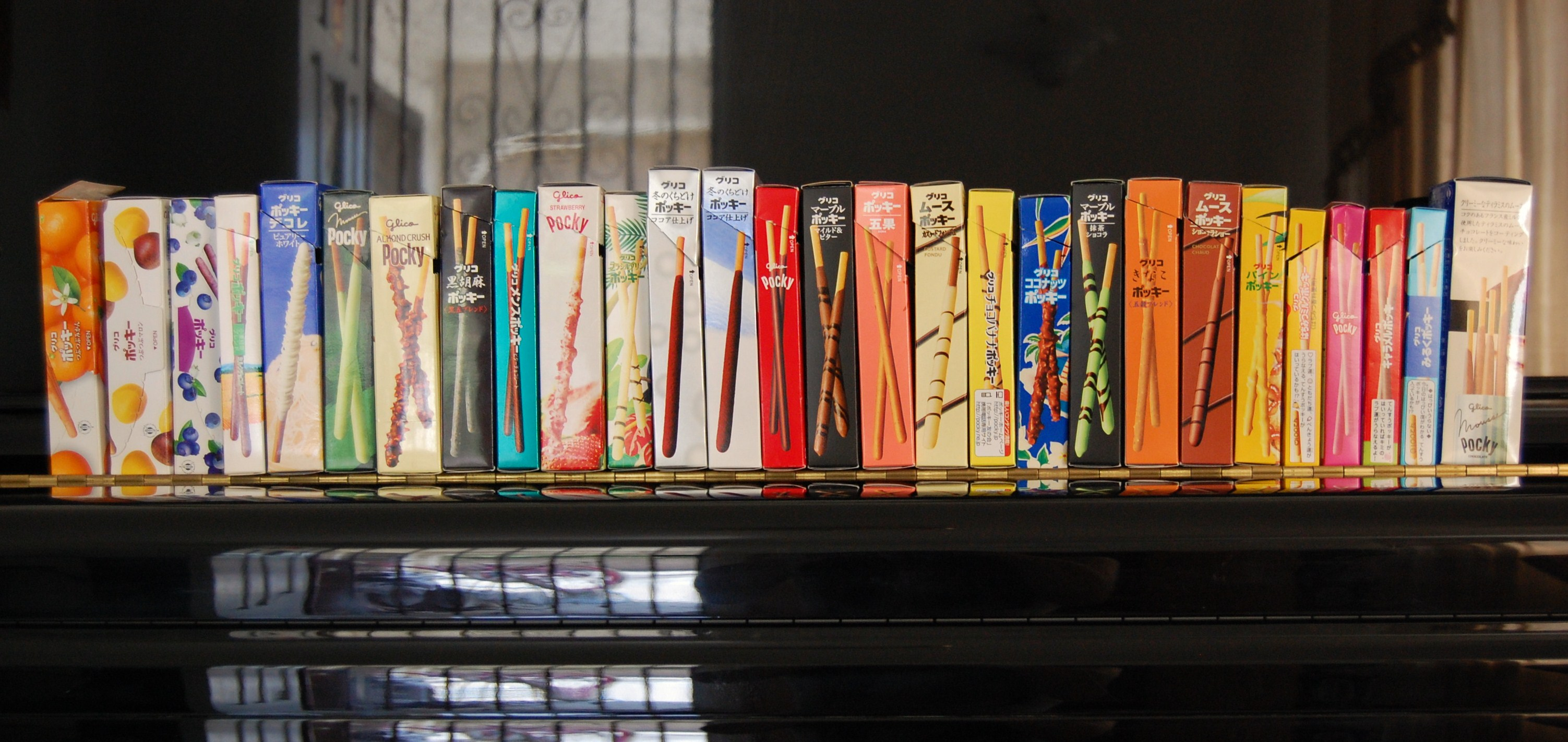
Nombreuses variantes de la recette de base, produites par Glico dans le monde.

Il est à l’origine fabriqué par Ezaki Glico à partir de 1965. Ce biscuit et sa technique d’enrobage sont brevetés. Il a été commercialisé tout d’abord sous le nom de « Chocotek » puis sous le nom de « Pocky » en référence à l’onomatopée japonaise pokki (ポッキー) qui fait référence au bruit du Pocky quand on le croque.
Le Pocky a tout de suite eu un succès énorme auprès des jeunes, et a rapporté près de 30 milliards de yens sur les deux premières années. De nouvelles recettes ont bientôt fait leur apparition, tels que le Almond Pocky en 1971, au glaçage à l'amande, et Strawberry Pocky en 1977 (glaçage à la fraise).
C’est en 1982 que Mikado (fait référence au jeu Mikado) est lancé en France à travers une coentreprise, General Biscuit Glico France S.A, et commercialisée par LU, mais avec un nombre très limité de glaçages. Glico a cédé les droits à LU pour pouvoir fabriquer et distribuer ce biscuit en France. 
En 2000, le chiffre d’affaires généré par Mikado était de 13 millions de francs soit 2 millions d’€. En 2006, Mikado faisait partie du groupe Danone. Selon Georges Casala, directeur général du pôle biscuits de Danone, Mikado avait doublé ses ventes en cinq ans ce qui plaçait la marque dans une situation privilégiée. Elle était alors considérée comme l’un des six joyaux de la branche biscuits de Danone. En effet, les ventes de Mikado progressaient de 15 à 20 % par an. Ainsi LU a réinvesti dans son outil de production de Cestas en Gironde. En 2006, Mikado vendait 25 millions de paquets par an en France.
En 2007, Kraft Foods rachète à Danone sa branche biscuit et donc Mikado de LU. En 2011, Kraft Foods décide de « cobrander » son produit Mikado, c'est-à-dire vendre le produit sur deux marques à la fois. Ainsi, on retrouve Mikado associé à Daim, détenue également par Kraft Foods.

## Notoriété
Les produits actuels sont variés et comportent entre autres des glaçages au lait, à la mousse, et à la noix de coco, et des produits à thème comme le Deco Pocky, aux rayures de couleur, le Men's Pocky, à la saveur aigre douce est plus « adulte » et le Panda Pocky au chocolat blanc.
Le Pocky est aussi populaire au Japon que les M&M's peuvent l'être ailleurs dans le monde, et est présent dans d'autres pays d'Asie du Sud-Est tels que la Chine ou la Thaïlande par exemple. Glico a déclaré le 11 novembre « Jour des Pocky », la forme du biscuit ressemblant aux chiffres 1 du 11/11.